# 聖克萊爾鎮區 (密歇根州)
聖克萊爾鎮區（英語：St. Clair Township）是位於美國密歇根州聖克萊爾縣的一個行政鎮區。

## 地方資料
聖克萊爾鎮區的面積為102.50平方千米，當中陸地面積為100.90平方千米，而水域面積為1.60平方千米。根據2020年美國人口普查的數據，當地共有人口7085人，而人口密度為每平方千米69.12人。